# Genostoma inopinatum
Genostoma inopinatum is een platworm (Platyhelminthes). De worm is tweeslachtig. De soort leeft als parasiet onder de carapax van Nebalia bipes.
Het geslacht Genostoma, waarin de platworm wordt geplaatst, wordt tot de familie Genostomatidae gerekend. De wetenschappelijke naam van de soort werd voor het eerst geldig gepubliceerd in 1993 door Hyra.